# Fernando Miralles Delgado
Fernando Miralles Delgado (ur. 17 listopada 1985) – chilijski wioślarz.

## Osiągnięcia
- Mistrzostwa Świata – Poznań 2009 – czwórka bez sternika wagi lekkiej – 17. miejsce[1].